# Hydrolagus melanophasma
Hydrolagus melanophasma е вид хрущялна риба от семейство Chimaeridae.

## Разпространение
Видът е разпространен в Еквадор, Мексико и САЩ (Калифорния).